# 天摩郡
天摩郡（：／ Chŏnma gun */?）是朝鮮民主主義人民共和國平安北道的一個郡，位於该道的西部。面積763.3平方公里。三橋川發源自本郡。

## 區劃史
1952年自龜城郡和義州郡分出。

## 下轄區劃
下分一邑、一勞動者區、二十里。